# Pierrina zenkeri
Espèce
Synonymes
- Pierrina longifolia Engl.[1]

Statut de conservation UICN

 NT  : Quasi menacé
Pierrina zenkeri est une espèce de plantes à fleurs du genre Pierrina et de la famille des Lecythidaceae (ou Scytopetaloideae, selon une classification publiée en 2015). Cette plante est originaire d'Afrique, et plus particulièrement du Cameroun, du Gabon et de Guinée équatoriale.

## Étymologie
Son épithète spécifique zenkeri rend hommage au botaniste allemand Georg August Zenker, actif au Cameroun à la fin du XIXe siècle.

## Description
Pierrina zenkeri a été découvert par Adolf Engler, un botaniste allemand, et a été recensée en 1908. 
Pierrina zenkeri est un arbuste ou un petit arbre qui peut mesurer entre 0,5 et 4 m. de haut. Cependant, plusieurs spécimens allant jusqu'à 15 m. ont été recensés. L'espèce est cauliflore.
La famille des Scytopetalaceae est caractérisée par des feuilles alternes et simples. Les marges, habituellement entières, sont denticulées chez Pierrina zenkeri.

## Répartition et habitat
On a longtemps cru que cette espèce était endémique au Cameroun. Cependant, nous savons maintenant qu'elle est originaire de plusieurs pays et s'étend donc sur un territoire plus vaste. Elle est, en effet, également présente en Guinée équatoriale et au Gabon. 
Au Cameroun, l'espèce a été observée dans la région du Sud-Ouest (mont Cameroun, Muyuka), dans celle du Littoral à Makak et Édéa, dans la région du Sud, autour de Kribi, Bipindi et Campo, en Guinée équatoriale dans le Rio Muni et au Gabon à l'est de M'Voun.
On retrouve cet arbuste dans la forêt tropicale sempervirente de basse altitude puisqu'on l'a enregistré à une altitude allant de 20 à 600 m.

## Menace
Les différents endroits du Cameroun où a été enregistrée l'espèce Pierrina zenkeri voient leur habitat naturel menacé en raison de l'expansion urbaine et des nouvelles infrastructures industrielles d'extraction menacent également l'espèce. Ailleurs, là où l'agriculture empiète sur la forêt, l'habitat naturel de Pierrina zenkeri pourrait également être menacé.